# Quadrillage
Die Quadrillage (französisch für ‚Gitter, Raster‘) ist in der Uhrmacherei ein Gitternetz, welches eine Fläche in gleiche Vierecke unterteilt und für Bauzeichnungen von Uhren und Uhrenteilen verwendet wird.

## Eigenschaften
Eine Quadrillage ist z. B. der Raster eines Graphen. Es dient als Gitternetz zur Unterteilung und zur erleichterten Skalierung vergrößerter technischer Zeichnungen, z. B. von Uhrwerken.